# Drömlandet
Drömlandet är en svensk rese- och matprogramserie som hade premiär på SVT1 och SVT Play den 1 juni 2023. Första säsongen består av sex avsnitt. En andra säsong hade premiär den 18 juli 2024. Denna gång tog Carina Bergfeldt med sig Farah Abadi till Australien. I en tredje säsong bär det av till Irland. Säsongen har premiär den 5 juni 2025.

## Handling
Serien kretsar kring programledarna Carina Bergfeldt och Tareq Taylor och deras road trip genom sex delstater i södra USA. Bergfeldt när en dröm om att flytta dit med sin familj medan Taylor har en dröm om att uppleva sydstatsköket för första gången. I serien kommer de att bland annat att besöka Texas, Louisiana,  Tennessee och Mississippi.

## Medverkande (i urval)
- Carina Bergfeldt – programledare
- Farah Abadi – programledare (säsong 2-)
- Tareq Taylor – programledare (säsong 1)
- Jonas Skottheim – producent